# Beckeln
Beckeln er en kommune med godt 800 indbyggere beliggende i Samtgemeinde Harpstedt, i den sydøstlige del af Landkreis Oldenburg, i den tyske delstat Niedersachsen.

## Geografi
Beckeln ligger ved floden Delme, omkring syv kilometer sydøst for landkreisens administrationsby Wildeshausen. Landevej 341 som går mellem Harpstedt og Twistringen går gennem kommunen.

### Nabokommuner
Nabokommuner er, (med uret fra nord):
- Harpstedt
- Dünsen
- Bassum (Landkreis Diepholz)
- Twistringen (Landkreis Diepholz)
- Winkelsett